# Balasamudra, Pavagada
Balasamudra là một làng thuộc tehsil Pavagada, huyện Tumkur, bang Karnataka, Ấn Độ.